# Château de Findlater
Pour les articles homonymes, voir Findlater.
Le château de Findlater se trouve sur une falaise de 15 mètres de haut surplombant le Moray Firth, sur la côte de Banff abd Buffan (en), dans l’Aberdeenshire en Écosse. Il se situe à environ 15 km à l’ouest de Banff, près du village de Sandend, entre Cullen et Portsoy. Les rochers y sont riches en quartz et le nom « Findlater » est dérivé des mots de vieux norrois fyn (« blanc ») et leitr (« falaise »). La première référence historique au château date de 1246.
Le roi Alexandre III d'Écosse le remis en état dans les années 1260 en vue de repousser une invasion du roi Haakon IV de Norvège. Les vikings prirent le château quelque temps. Ce qu’il reste du château aujourd’hui date de la reconstruction effectuée au XIVe siècle, quand le château fut redessiné sur le modèle du château de Roslin.